# District de Strasbourg
Le district de Strasbourg est une ancienne division administrative française du département du Bas-Rhin de 1790 à 1795.
Il était composé des cantons de Strasbourg, Geispolzheim, Molsheim, Oberhausbergen et Wasselonne.